# Leslie R. Landrum
Leslie Roger Landrum (n. 1946) es un botánico estadounidense, científico Senior en la Escuela de Ciencias de la Vida Arizona State University, y curador del Herbario de Plantas Vasculares de ASU. Obtuvo sus grados M.Sc. y Ph.D. en la Universidad de Míchigan, y está en la Universidad de Arizona desde 1986.
De 1969 a 1973, trabajó en el Peace Corps en la Escuela Forestal de la Universidad de Chile, donde se apasionó con la flora de Sudamérica, particularmente en la familia de las Myrtaceae. Así, ha publicado descripciones de nuevos géneros y especies de las mirtáceas sudamericanas, en particular con el género botánico Psidium.
Otros estudios incluyen a las especies chilenas del genus Berberis, el uso de modelos para evaluación de métodos de análisis filogenéticos, y en el comité de botánicos (con D.J. Pinkava) trabajando en un nuevo manual de las plantas vasculares de Arizona, para reemplazar el añoso Flora de Arizona de Kearney y Peebles (con última actualización en 1960).

## Algunas publicaciones
- scott t. Bates, Fernando Chiang-Cabrera, leslie r. Landrum, george a. Yatskievych, michael d. Windham, elizabeth Makings. 2009. Vascular Plants of Arizona. Ed. Vascular Plant Herbarium, Arizona State Univ. 55 pp.

- leslie r. Landrum. 2005-presente. Canotia: A New Journal of Arizona Botany

- ------------------------. 1990. Accara: a new genus of Myrtaceae, Myrtinae from Brazil. Systematic Botany 15(2):221-225

- ------------------------. 1991. Chamguava: a new genus of Myrtaceae (Myrtinae) from Mesoamerica. Systematic Botany 16(1):21-29

- ------------------------. 1998. A new species of Calycolpus (Myrtaceae) from the Campos Rupestres, Minas Gerais, Brazil. Novon 8:244-246

- ------------------------. 2002. Two new species of Campomanesia (Myrtaceae) from Espirito Santo and Bahia, Brazil. Brittonia 53 (4):534-538

## Honores
- 2007: comité editor del J. of The Arizona-Nevada Academy of Science[2]

- 2005: editor de Canotia: A New Journal of Arizona Botany[3]

- La abreviatura «Landrum» se emplea para indicar a Leslie R. Landrum como autoridad en la descripción y clasificación científica de los vegetales.[4]